# Nealcidion quinquemaculatum
Nealcidion quinquemaculatum är en skalbaggsart som först beskrevs av Friedrich F. Tippmann 1960.  Nealcidion quinquemaculatum ingår i släktet Nealcidion och familjen långhorningar. Inga underarter finns listade i Catalogue of Life.